# Arquidiócesis de Mogilev
La arquidiócesis de Mogilev (en latín: Archidioecesis Mohiloviensis Latinorum y en ruso: Могилёвский архидиоцез) fue una circunscripción eclesiástica de la Iglesia católica en el Imperio ruso. Se trataba de una arquidiócesis latina, sede metropolitana de la provincia eclesiástica de Mogilev. Fue suprimida el 13 de abril de 1991.

## Territorio y organización

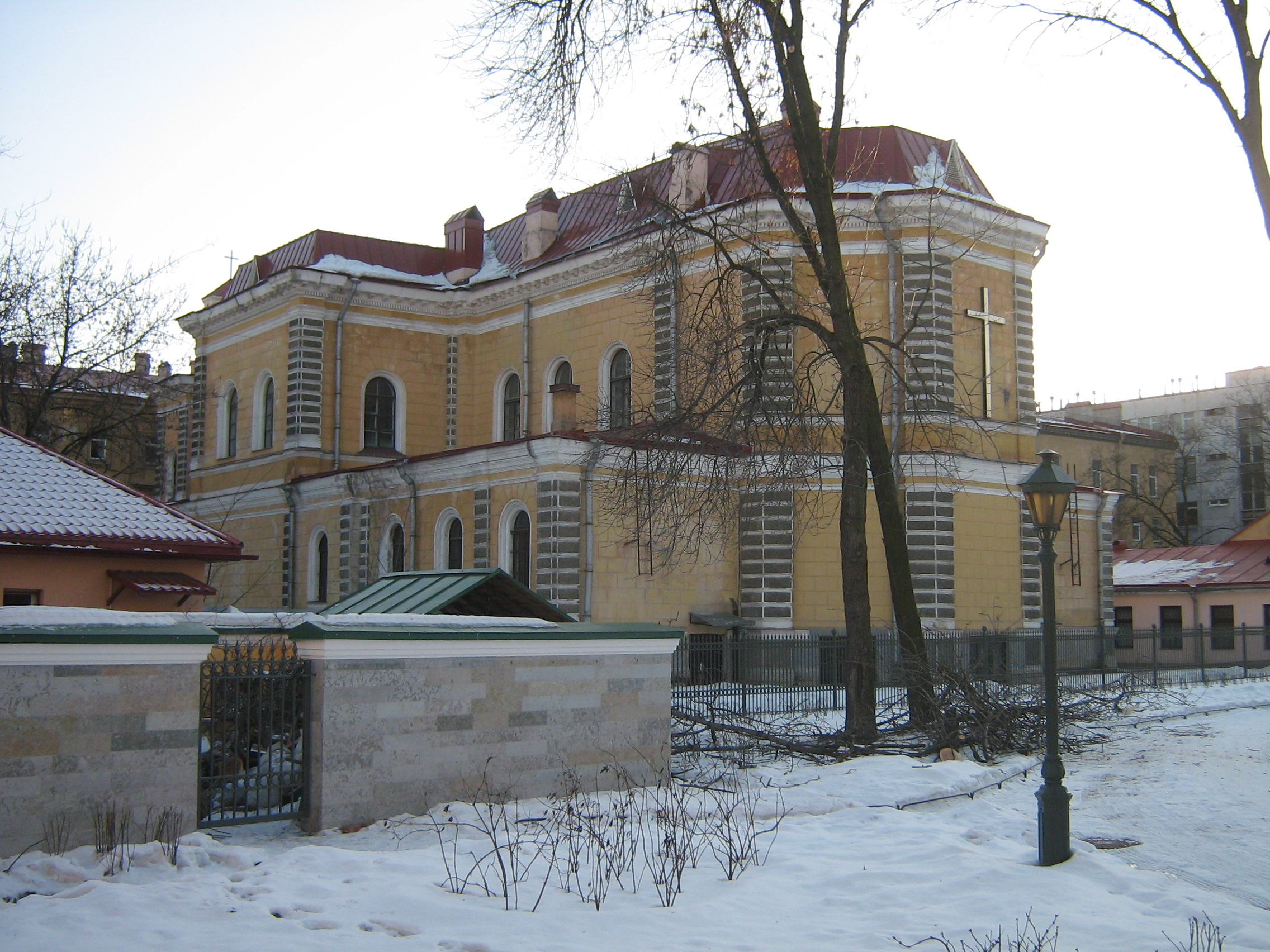
Concatedral de la Asunción de la Santísima Virgen, en San Petersburgo

La arquidiócesis extendía su jurisdicción sobre los fieles católicos de rito latino residentes en inicialmente en todo el Imperio ruso. Posteriormente su territorio se redujo en 1798 abarcaba las gobernaciones de Mogilev, Vítebsk en la Rusia Blanca, Kiev en Ucrania, San Petersburgo, Moscú, Livonia, Sarátov, Astracán y Crimea. En 1848 se amplió para abarcar el Gran Ducado de Finlandia (que se separó de nuevo en 1918) y su jurisdicción se ajustó para incluir todos los territorios del Imperio ruso no incluidos en las otras diócesis del rito latino y cuidado pastoral de los soldados católicos del ejército imperial. En 1921 perdió su jurisdicción sobre los territorios asiáticos.
La sede de la arquidiócesis se encontraba en la ciudad de San Petersburgo desde 1873, en donde se hallaba la Concatedral de la Asunción de la Santísima Virgen, que fue confiscada por las autoridades soviéticas en 1926 y devuelta en septiembre de 1995 a la arquidiócesis de la Madre de Dios en Moscú que la usa como iglesia. En Maguilov (sede de la arquidiócesis hasta 1873, llamada Mogilev hasta 1991) se encontraba la Catedral de la Asunción de la Virgen y San Estanislao, que desde el 13 de abril de 1991 es concatedral de la arquidiócesis de Minsk-Maguilov.
La arquidiócesis tenía como sufragáneas a las diócesis de: (en 1798) Vilna, Samogitia, Lutsk (unida aeque principaliter a la diócesis de Zhitómir), Kamianets y Minsk. Desde 1847 se agregó la diócesis de Tiráspol.

## Historia

### Erección de facto
Hasta el siglo XVIII pocos católicos vivían en Rusia antes de las particiones de Polonia, pero en ese siglo creció debido a los inmigrantes europeos en Rusia, principalmente alemanes. La atención pastoral se realizaba únicamente a través de estaciones misioneras, como la de los jesuitas en Moscú desde 1648. En 1706 el zar Pedro I concedió la libertad de religión a los católicos con la condición de que no fomentaran las conversiones. En 1763 la emperatriz Catalina la Grande publicó un manifiesto «Sobre el permiso para que todos los extranjeros que entran en Rusia se establezcan en cualquier provincia que deseen y sobre los derechos que se les conceden», en el que garantizaba a los colonos la libertad de religión, incluido el catolicismo.
En 1772, tras la primera partición de Polonia, varias comunidades católicas de rito latino se encontraron dentro de las fronteras del Imperio ruso. Se trataba de 45 parroquias de la diócesis de Vilna, 4 parroquias de la diócesis de Smolensk y otras parroquias de la diócesis de Livonia, para un total de algo menos de 90 000 fieles católicos de rito latino. Se fundaron congregaciones (por ejemplo, franciscanos en San Petersburgo) y escuelas de la Iglesia, y hubo exención de impuestos para la Iglesia y sus instituciones. 
Dado que ninguna de las antiguas sedes episcopales polacas recayó en Rusia en la primera partición, Catalina II por ucase del 14 de diciembre de 1772 anunció el próximo nombramiento de un obispo a quien se le confiaría la administración espiritual de todas las iglesias y monasterios católicos romanos en el Imperio ruso. Un año después, el 22 de noviembre de 1773, se emitió un ucase sobre la erección de la diócesis católica de Bielorrusia con residencia en Mogilev, a la que estaban subordinados todos los católicos de rito latino en Rusia (incluidos Moscú y San Petersburgo). Lo hizo sin solicitar el consentimiento previo de la Santa Sede, separando territorio de la diócesis de Inflanty (Wenden o Livonia) y de la diócesis de Smolensk. Designó al frente de la diócesis a uno de los obispos auxiliares de Vilna, Stanisław Jan Siestrzeńcewicz Bohusz, dotándola generosamente.
Por ucase del 17 de enero de 1782 la diócesis de Bielorrusia fue elevada a arquidiócesis de Mogilev para toda Rusia sin nuevamente pedir su consentimiento al papa. Durante este primer período en la diócesis los jesuitas no fueron suprimidos en 1773 (como en el resto del mundo), sino que continuaron su misión hasta la reforma de la orden en 1814.

### Erección canónica
Para resolver la situación de la arquidiócesis y sobre la cuestión de los jesuitas en Rusia, fue enviado a San Petersburgo el legado apostólico Giovanni Andrea Archetti, quien, actuando sobre la base de los poderes que le había otorgado el papa Pío VI, aprobó canónicamente la erección de la arquidiócesis de Mogilev el 8 de diciembre de 1783. Archetti, precisamente por esto fue creado cardenal por invitación de la misma Catalina II.
La situación de facto fue regularizada por la Santa Sede cuando el 15 de abril de 1783 fue erigida canónicamente la arquidiócesis metropolitana de Mogilev mediante el breve Onerosa pastoralis officii cura del papa Pío VI, reconociendo al obispo elegido por la emperatriz. La sede de facto de la arquidiócesis era la ciudad de San Petersburgo. Mogilev fue la primera sede de rito latino erigida en el Imperio ruso y tenía jurisdicción sobre todos los fieles católicos de Rusia, incluida Siberia.
La segunda (en 1793) y tercera (en 1795) particiones de la Mancomunidad de Polonia-Lituania aumentaron aún más el número de súbditos católicos del Imperio ruso y las sedes episcopales católicas de Kamianets, Lutsk, Zhitómir, Livonia y Vilna quedaron en territorio de Rusia y fueron temporalmente suspendidas hasta 1798.
El zar Pablo I, por ucase del 28 de abril de 1798 estableció una nueva estructura de la Iglesia católica en Rusia: la provincia eclesiástica. Estaba compuesta por la arquidiócesis de Mogilev y cinco diócesis sufragáneas: Vilna, Samogitia, Lutsk, Kamenets y Minsk. El arzobispo de Mogilev fue elevado al rango de metropolitano, con permiso para residir en San Petersburgo. 
La misión diplomática encabezada por el futuro cardenal Lorenzo Litta el 27 de julio de 1798 confirmó el derecho metropolitano de la arquidiócesis de Mogilev en relación con todos los católicos de rito latino en el Imperio ruso. El 16 de octubre de 1798 mediante la bula Maximis undique el papa Pío VI aprobó la erección de la nueva provincia eclesiástica de Mogilev. La bula asignó cinco diócesis sufragáneas a la arquidiócesis de Mogilev: Vilna y Samogitia (ex Livonia), exsufragáneas de Gniezno; Lutsk (unida aeque principaliter a la diócesis de Zhitómir) y Kamianets, anteriormente sufragáneas de Leópolis; y se erigió la diócesis de Minsk con jurisdicción sobre la gobernación de Minsk. La bula también modificó los territorios de las diócesis para hacerlos coincidir con los de las gobernaciones rusas: la arquidiócesis de Mogilev se amplió con la anexión de la ciudad de Kiev y su distrito civil, anteriormente perteneciente a la diócesis de Kiev-Chernígov. (hoy diócesis de Kiev-Zhitómir). 
En 1842, sobre la base de la Academia Teológica Católica trasladada de Vilna a San Petersburgo, se creó la Academia Teológica Imperial Católica Romana. 
El 3 de agosto de 1847 se firmó un concordato (o convención según la terminología rusa) entre la Santa Sede y el zar Nicolás I que establecía una arquidiócesis y 6 diócesis sufragáneas en el territorio del Imperio ruso y los límites de todas las diócesis católicas se debían alinear con los límites que las gobernaciones imperiales tenían en ese momento:
- Arquidiócesis de Mogilev: debía comprender todo el territorio del Imperio no adjudicado a otra diócesis y además el Gran Ducado de Finlandia;
- Diócesis de Vilna: gobernaciones de Vilna y Grodno;
- Diócesis de Telsch o Samogitia: gobernaciones de Curlandia y Kovno;
- Diócesis de Minsk: gobernación de Minsk;
- Diócesis de Lutsk y Zhitómir (unidas aeque principaliter): gobernaciones de Kiev y Volinia;
- Diócesis de Kamianets: gobernación de Podolia;
- Diócesis de Jersón: óblast de Besarabia y gobernaciones de Jersón, Yekaterinoslav, Sarátov, Táurida, Astracán y la gobernación general del Cáucaso.

Otras disposiciones del concordato fueron que los fieles católicos armenios quedaban sujetos a los obispos latinos en las diócesis de Kamianets y Jersón; y que las diócesis del Reino de Polonia debían quedar como lo dispuso la bula del 30 de junio de 1818 del papa Pío VII. No se logró un acuerdo respecto de los fieles de rito bizantino. De esta forma la arquidiócesis de Mogilev se extendió sobre Siberia, Asia Central, Finlandia y parte de la Rusia europea.
El 3 de julio de 1848, mediante la bula Universalis Ecclesiae del papa Pío IX, la Santa Sede instrumentó el concordato fijando los nuevos límites de las diócesis. Con la misma bula se erigió la diócesis de Jersón (llamada después Tiráspol), con territorio tomado de la arquidiócesis de Mogilev, de la cual la nueva diócesis se hizo sufragánea, su sede se fijó en Sarátov, el centro de los alemanes del Volga. A los metropolitanos de Mohilev también se les confió el cuidado pastoral de los soldados católicos del ejército imperial.
En 1849 la residencia del metropolitano de Mogilev se trasladó oficial y definitivamente a San Petersburgo. En 1873, la recién construida Catedral de la Asunción de la Santísima Virgen en la capital imperial, junto a la residencia del arzobispo, recibió el estatus de concatedral. En 1879, en la residencia del arzobispo se inauguró el seminario teológico católico metropolitano de Mogilev (actualmente en este edificio también se encuentra un seminario católico).
Un decreto del gobierno zarista de 15 de julio de 1869 suprimió la diócesis de Minsk, uniendo su territorio con el de la diócesis de Vilna. Sin embargo, la decisión no fue reconocida por la Santa Sede, lo que impidió nombrar un obispo para Minsk. El 24 de diciembre de 1882 que firmaron acuerdos entre la Santa Sede y el gobierno ruso que disponían que la diócesis de Minsk sería confiada en administración apostólica al arzobispo de Mohilev; que la diócesis de Podlaquia sería confiada en administración apostólica al obispo de Lublin y que la diócesis de Kamianets sería confiada en administración apostólica al obispo de Lutsk y Zhitómir. Esta situación duró hasta el 2 de noviembre de 1917 cuando el gobierno de Aleksándr Kérenski aceptó la restauración de la diócesis de Minsk.

### Período soviético y aniquilación
Luego de la Revolución de Febrero y de la Revolución de Octubre, el Imperio ruso fue remplazado por el gobierno bolchevique el 8 de noviembre de 1917.
El arzobispo de Mogilev Eduard von der Ropp fue detenido por las autoridades de bolcheviques en abril de 1919 acusado de actividad contrarrevolucionaria y condenado a muerte. Fue exiliado a Polonia en octubre del mismo año, gracias a la intervención del nuncio apostólico Achille Ratti, futuro papa Pío XI. El obispo Eduard von der Ropp quedó impedido de gobernar su diócesis y murió el 25 de julio de 1939.
Tras la independencia de Finlandia en 1918 fue erigido el vicariato apostólico de Finlandia (hoy diócesis de Helsinki) el 8 de junio de 1920 mediante la bula Inter alias del papa Benedicto XV, separando territorio de la arquidiócesis de Mogilev.
El 1 de diciembre de 1921 la arquidiócesis cedió la parte siberiana de su territorio para la erección del vicariato apostólico de Siberia (más tarde en parte diócesis de Vladivostok).
La persecución de la religión que comenzó bajo el régimen comunista destruyó las estructuras de la Iglesia católica en la Unión Soviética (creada formalmente el 30 de diciembre de 1922) y la arquidiócesis permaneció impedida de su ordinario y desde 1939 vacante durante décadas. El 10 de marzo de 1926 el papa Pío XI firmó dos documentos para el sacerdote Michel d'Herbigny: el motu proprio Plenitudine potestatis (que lo nombraba delegado apostólico) y el decreto Quo aptius, que expresaba:

Confirmamos y nombramos al reverendísimo sacerdote Michel d'Herbigny, obispo titular de Illion, como delegado apostólico en Rusia, es decir, en todo el territorio de la URSS, concediéndole la autoridad de abolir, confirmar, ampliar o limitar —incluso en materia territorial— la jurisdicción de los actuales administradores apostólicos o vicarios generales; crear nuevas administraciones y nombrar nuevos administradores elegidos por él en el Señor, así como elevarlos al rango de obispo y realizar ordenaciones, concediéndoles las facultades necesarias, desde su punto de vista.

El decreto Quo aptius dividía la arquidiócesis de Mogilev entre 5 administraciones apostólicas sin suprimirla: Mogilev, Leningrado, Moscú, Járkov y Kazán-Samara-Simbirsk. Otras administraciones apostólicas fueron designadas para otras diócesis, como Tiráspol (dividida en 5 partes: Caucaso, Odesa, de los armenios, Tiflis y Georgia, Volga).

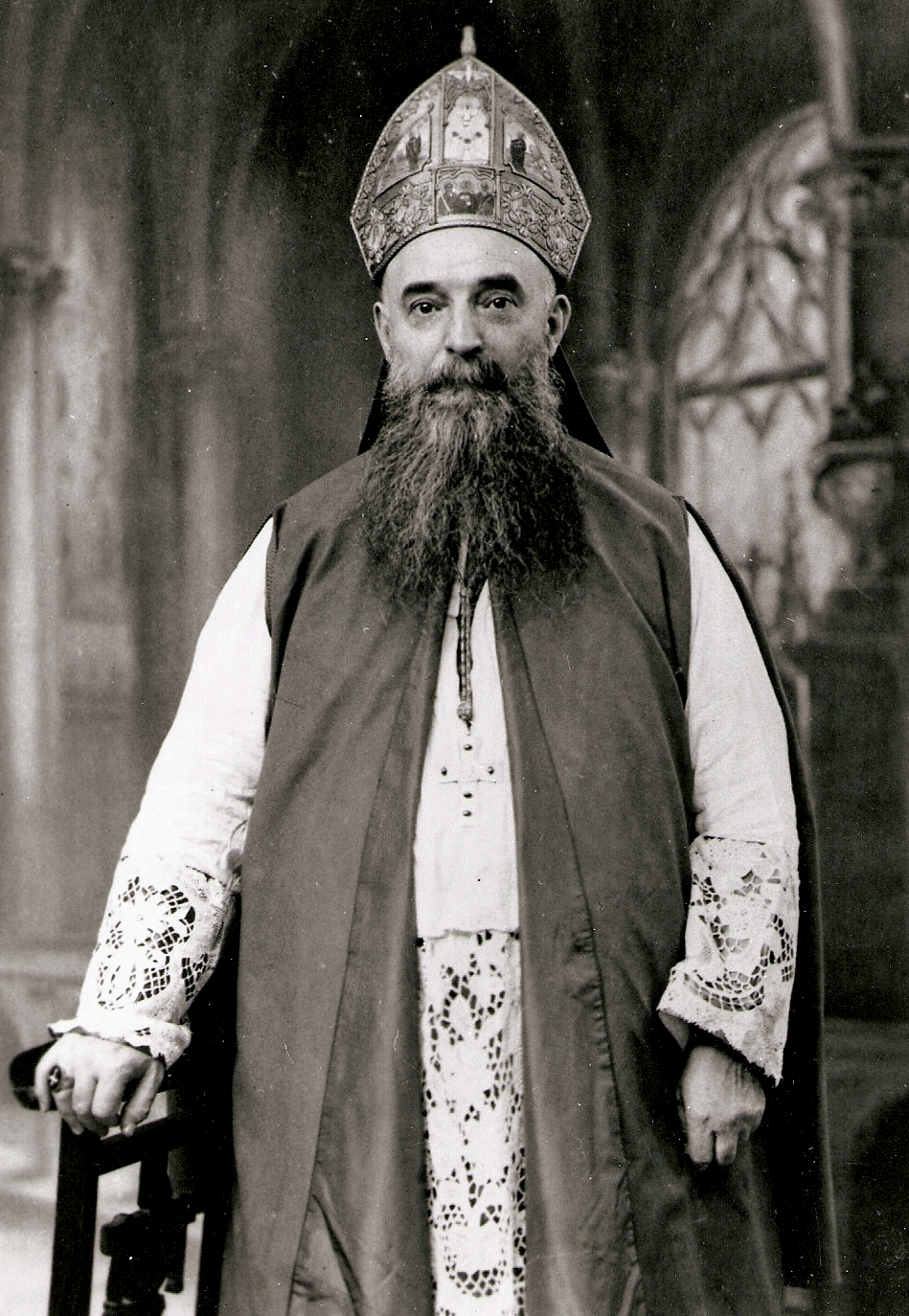
Pie Eugène Neveu, administrador apostólico de Moscú

La Santa sede no anunció la consagración episcopal de Michel d'Herbigny ni el propósito de su viaje a la Unión Soviética, intentando restaurar secretamente la jerarquía católica en el país. El 21 de abril de 1926, en Moscú, d'Herbigny ordenó secretamente obispo titular de Citro a Pie Eugène Neveu. Posteriormente ordenó obispos el 10 de mayo de 1926 a Boļeslavs Sloskāns (titular de Cillio) y a Aleksandr Frizon (titular de Limira); y el 13 de agosto de 1926 a Antoni Malecki (titular de Dionisiana). Michel d'Herbigny fue luego expulsado por las autoridades soviéticas y la estructura quedó conformada con Neveu como administrador apostólico de Moscú, a quien quedaron subordinados los demás obispos: Sloskāns en Minsk y Mogilev, Malecki en Leningrado y Frizon en Odesa. También quedó bajo la jurisdicción de Neveu el exarca Leonid Ivanovič Fëdorov del exarcado apostólico de Rusia. Para Járkov fue nombrado el presbítero Wincenty Ilgin y para Kazán-Samara-Simbirsk el presbítero Mieczysław Michailas Joudokas.
Según los decretos papales, Neveu también podía nombrar nuevos administradores apostólicos y ordenar no más de tres nuevos obispos. Asumió las funciones de administrador apostólico el 3 de octubre de 1926, y al mismo tiempo declaró oficialmente su rango episcopal a las autoridades soviéticas, que el 18 de octubre exigieron que el obispo abandonara el país en el plazo de tres días. Sin embargo, la embajada francesa intercedió por él y se le permitió permanecer con la condición de que sólo proporcionara orientación espiritual a los franceses, pero continuó en secreto sus actividades. 
En 1932 Neveu recibió secretamente la conversión al catolicismo del arzobispo ortodoxo ruso Varfolomej Nikolaj Remov, quien fue secretamente nombrado obispo titular de Sergievo y vicario de rito oriental dependiente de Neveu, aunque manteniendo formalmente su adhesión a la ortodoxia. En 1935 Remov fue arrestado y fusilado. Sloskāns en enero de 1933 fue expulsado a Letonia, intercambiado por un agente comunista condenado en ese país entonces independiente. Tras la muerte de Malecki enero de 1935 luego de su exilio en Siberia, Neveu consagró para remplazarlo en Leningrado al francés Jean Amoudru, pero pronto fue expulsado del país en agosto de 1935. Cuando Neveu en 1936 viajó a Francia para recibir tratamiento médico, luego no se le permitió regresar a la Unión Soviética. Frizon fue impedido de realizar su ministerio en Odesa, arrestado varias veces y fusilado el 20 de junio de 1937 en Simferopol. Fëdorov, tras ser exiliado y encarcelado, murió en Kírov el 7 de marzo de 1935. A finales de la década de 1930, en la República Socialista Federativa Soviética de Rusia sólo funcionaban dos parroquias católicas: la iglesia de San Luis, en Moscú, a cargo desde la salida de Neveu en 1936 por el capellán de la embajada de Estados Unidos, Leopoldo Brown hasta 1945; y la iglesia de Nuestra Señora de Francia, en Leningrado, a cargo de sacerdotes desde la expulsión de Amoudru (Michel Florent de 1935 a 1941 y Pavel Khomich de 1941 hasta su arresto y ejecución el 10 de septiembre de 1942).

### Arquidiócesis de Minsk-Maguilov
Con el fin del régimen soviético y el nacimiento de la república independiente de Bielorrusia, la Santa Sede intervino para cambiar la estructura geo-eclesiástica de la región. El 13 de abril de 1991, mediante la bula Ex quadam del papa Juan Pablo II, las sedes de Mogilev y Minsk se unieron adquiriendo el nombre arquidiócesis de Minsk-Maguilov. Los límites de la nueva provincia metropolitana se hicieron coincidir con los de la recién nacida república, siendo sufragáneas las diócesis de Pinsk y de Grodno. La arquidiócesis de Minsk-Maguilov fue limitada a las óblast de Minsk, Maguilov y Vitebsk. Ese mismo día con el resto de la arquidiócesis de Mogilev y parte de la diócesis de Tiráspol se erigió la administración apostólica de Moscú de los latinos mediante la bula Providi quae Decessores (hoy arquidiócesis de la Madre de Dios en Moscú).

## Estadísticas
A principios del siglo XIX la arquidiócesis de Mogilev contaba con 185 parroquias, 74 monasterios masculinos, 4 monasterios femeninos, 204 sacerdotes, 621 monjes, 44 monjas y un total de 225 936 fieles.
A principios del siglo XX la arquidiócesis de Mogilev tenía alrededor de 930 000 creyentes y 270 iglesias.

## Episcopologio

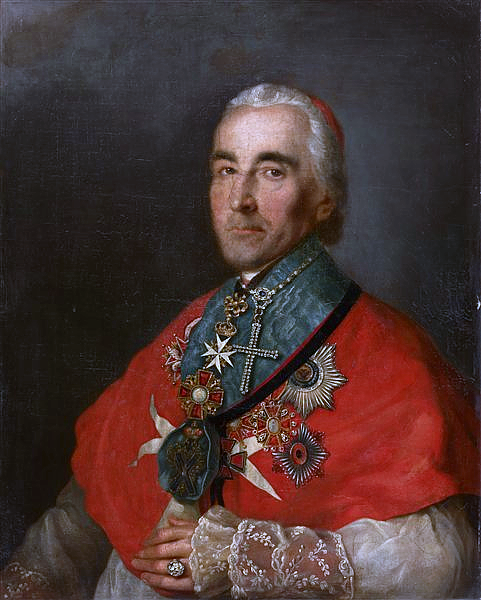
Stanisław Jan Siestrzeńcewicz Bohusz, primer arzobispo de Mogilev

- Stanisław Jan Siestrzeńcewicz Bohusz † (22 de noviembre de 1773-15 de abril de 1783) (sin autorización de la Santa Sede)

- Stanisław Jan Siestrzeńcewicz Bohusz † (15 de abril de 1783-1 de diciembre de 1826 falleció)
- Kasper Kazimierz Cieciszowski † (23 de junio de 1828-28 de abril de 1831 falleció)
  - Sede vacante (1831-1841)[nota 2]
- Ignacy Ludwik Pawłowski † (1 de marzo de 1841-20 de junio de 1842 falleció)
  - Sede vacante (1842-1848)[nota 3]
- Kazimierz Roch Dmochowski † (3 de julio de 1848-24 de enero de 1851 falleció)
- Ignacy Hołowiński † (24 de enero de 1851 por sucesión-7 de octubre de 1855 falleció)
- Wacław Żyliński † (18 de septiembre de 1856-5 de mayo de 1863 falleció)
  - Sede vacante (1863-1872)[nota 4]
- Antoni Fijałkowski † (23 de febrero de 1872-11 de febrero de 1883 falleció)
- Aleksander Kazimierz Gintowt Dziewałtowski † (15 de marzo de 1883-26 de agosto de 1889 falleció)
- Szymon Marcin Kozłowski † (14 de diciembre de 1891-26 de noviembre de 1899 falleció)
- Bolesław Hieronim Kłopotowski † (15 de abril de 1901-24 de febrero de 1903 falleció)
- Jerzy Józef Elizeusz Szembek † (9 de noviembre de 1903-7 de agosto de 1905 falleció)
  - Sede vacante (1905-1908)[nota 5]
- Apolinary Wnukowski † (16 de junio de 1908-21 de mayo de 1909 falleció)
- Wincenty Kluczyński † (7 de abril de 1910-22 de septiembre de 1914 renunció)
  - Sede vacante (1914-1917)[nota 6]
- Eduard Baron von der Ropp † (25 de julio de 1917-25 de julio de 1939 falleció)
  - Sede vacante (1939-1991)[nota 7]